# Косянка-Борути
Косянка-Борути (пол. Kosianka-Boruty) — село в Польщі, у гміні Городиськ Сім'ятицького повіту Підляського воєводства.
У 1975-1998 роках село належало до Білостоцького воєводства.